# 増田啓介
増田 啓介（ますだ けいすけ、1998年1月22日 - ）は、静岡県焼津市出身の男子プロバスケットボール選手である。ポジションはスモールフォワード。B.LEAGUEのベルテックス静岡所属。

## 来歴
福岡大学附属大濠高校から筑波大学に進学し、3年次には関東大学リーグの得点王を獲得し優秀選手に選ばれた。
一方で年代別日本代表にも選ばれ続け、U19ワールドカップやユニバーシアードに出場。
3年次の2019年1月、川崎ブレイブサンダースと2018-19シーズン特別指定選手契約。
4年次の2019年12月、川崎と2019-20シーズン特別指定選手契約
卒業後の2020年4月、川崎と正式契約。
2024年5月31日に地元クラブであるベルテックス静岡と契約を結んだ。

## 日本代表歴
- 2017 U-19ワールドカップ
- 2017 ユニバーシアード